# Nomada bakeri
Nomada bakeri är en biart som beskrevs av Cockerell 1915. Nomada bakeri ingår i släktet gökbin, och familjen långtungebin. Inga underarter finns listade i Catalogue of Life.